# Rebordosa (Penacova)
Rebordosa é uma aldeia na margem norte do Rio Mondego, junto à EN110, que pertence à Freguesia de Lorvão, Município de Penacova, Distrito de Coimbra.
No presente, deve ter cerca de 300 habitantes. Antigamente o seu número de residentes era maior mas a emigração e a fraca  taxa de natalidade fizeram descer o número de pessoas desta aldeia. A proximidade com a capital de distrito fez com que muitos habitantes da Rebordosa fossem para lá, procurar trabalho.

## História da capela da Rebordosa
Fundada na Idade Média. Reconstruída em 1866 por Almeida Viegas pertenceu a uma família de Padres do Concelho de Vila Nova de Poiares, descendentes de José M. Pimentel. Estes viveram na casa anexa e doaram a capela ao povo. O altar-mor da capela foi trazido através de uma barca serrana, dentro da qual veio em peças. Este altar destinava–se ao Mosteiro de Lorvão e está datado de 1862. Este altar teria sido construído no Mosteiro de Santa Cruz de Coimbra.
O altar-mor tem colunas clássicas com capitéis de folhas de acanto, é em talha dourada de cor azul. Dizem os antigos que antes da atual pintura tinha uma cor de mármore rajada de vermelho. Foi restaurada em 1989 e durante essas obras foi encontrado um arco de estilo românico junto à entrada da sacristia. 
Tem várias imagem, o padroeiro Santo António todo ele feito em pedra, a nossa Senhora de Fátima, Santa Teresa, Nossa Senhora da Conceição, S. Sebastião, Menino Jesus, Sagrado Coração de Maria, Sagrado coração de Jesus.
A torre da capela com cerca de 20 metros tem um cata-vento em forma de galo e tem dois sinos em bronze feitos em Braga em 1896 e 1910 por João Ferreira Lima Matteoti.
Na sacristia existe uma santa de pedra alva decepada com cerca de um metro e chamam–na Senhora do Rosário e tem o menino Jesus ao colo.
No ano de 2004 de Maio até Agosto foi sujeita ao último restauro, sendo pintado o seu interior e o seu exterior, o tecto foi reposto em madeira pintada, o seu passadiço central foi colocado em ladrilhos e o restante pavimento foi reposto em madeira.
Este é o monumento mais importante da povoação, e nele se junta aos domingos população católica para exercer a sua devoção.

## Costumes e tradições da Rebordosa
-O rio Mondego está intimamente ligado à história desta povoação próxima de Coimbra. Era nele que antigamente se lavava a roupa à mão e, servia para regar as terras e até lá iam buscar cântaros de água para beber, nos anos em que secavam as fontes (a aldeia tem três fontes: a fonte de Santo António, o chafariz e a fonte dos passarinhos).
No Mondego dantes passavam as barcas serranas, com o objetivo de fazer transporte de produtos entre o Porto da Raiva e a Figueira da Foz e vice-versa nele havia rodas de púcaros para irrigar as várzeas.
-A aldeia tem várias Alminhas, embora dantes tivessem existido mais. Eram e são locais de devoção, próximos das casas, nos caminhos e algumas até incrustadas nas casas de construção mais antigas.
-No início do ano cantavam-se as Janeiras e os Reis. Um grupo constituído por homens, mulheres e jovens cantava à porta de cada casa, para pedir um chouriço, uma laranja ou até uns tostões.
O refrão que cantavam era este:
“Ó que noite tão ditosa,

Que ao mundo deu alegria,

Já nasceu o Deus menino,

Filho da Virgem Maria.”

"Glória seja a de Deus pai,

E a de Deus, e a de Deus Filho também

Glória seja a do espírito santo,

E para todo, e para todo o sempre ámen".
Em Fevereiro festejava-se o Entrudo: no período de um mês que o antecedia as mulheres assorriavam, os jovens lançavam pulhas de locais altos ou mesmo do cimo de árvores, criticando alguém com a ajuda de um funil para ampliar a voz que seria ouvida por todos no silêncio da noite.
Os jovens dantes também punham badalos nas portas durante a noite (os mais usados eram as cabeças de nabo para não estragar a madeira). Os foliões usavam fio de pesca para manejar o badalo, bem ao longe, para não se identificarem. O objetivo era acordar os donos da casa e levá-los à irritação verbal.
Na terça-feira de Carnaval ao pôr-do-sol fazia-se o enterro do Entrudo: era uma procissão de pessoas mascaradas, que levavam até ao rio Mondego um boneco feito de palha em cima de uma padiola. Chegados à margem do rio, junto ao Porto do barco, incendiavam o boneco que era atirado ao rio e ardia até chegar à atual ponte Rebordosa – Louredo no meio de muitos assorrios (gritos fingidos).
-A Rebordosa era uma aldeia predominantemente agrícola: nas terras férteis, semeavam sobretudo batata e milho. Na época das colheitas faziam-se à luz da candeia as desfolhadas do milho nas eiras que geravam um forte convívio social e assumiam um papel lúdico.
Ao presente a quem saísse o milho vermelho, este tinha direito a beijar todos os participantes. Àquele a quem saísse milho cinzento, podia dar um beliscão e aquele a quem saísse o milho rajado podia dar um abraço a todos os intervenientes.
Durante a Quaresma homens e mulheres em dois grupos distintos cantavam a cerca de 100 metros uns dos outros as Almas Santas, para obterem fundos a fim de serem rezadas missas pelos seus antepassados.
Na altura da Páscoa era o tempo para se encherem as casas com a família e amigos, para receberem na 3ª feira de Páscoa a Visita Pascal.
A Cruz era recebida à porta por um pequeno tapete de rosmaninho e feno, hoje plantas quase inexistentes.
Em Maio cumpria-se a devoção à Virgem Maria, realizando-se a Procissão das velas pelas principais ruas da povoação.
O mês de Junho era de folia nas vésperas do Santo António, de S. João e de S. Pedro.
Acendiam-se fogueiras e os mais jovens saltavam, cantavam e bailavam junto delas.
A principal festa da Rebordosa é a de S. António ,que há umas 3 décadas se realizava em Outubro de cada ano.
Porém a data desta foi alterada para Agosto nos últimos anos, devido à vinda de emigrantes e de pessoas que vivem na capital ou simplesmente porque é um mês de férias.
Na festa anual realizava-se sempre uma procissão com todas as imagens da capela, acompanhada pelos acordes de uma Filarmónica e pelo estalejar dos foguetes.
E à noite não podia faltar o baile e a quermesse como atracções principais.
Antigamente os bailes realizavam-se ao ar livre mas atualmente têm lugar na sede da nossa Associação: a União Popular da Rebordosa.
Rebordosa tem uma escola há várias décadas, por onde passaram várias gerações, mas esta está fechada desde 2005, devido à falta de alunos.
O Natal é e foi sempre a festa de convívio familiar nesta aldeia, a refeição era melhorada e comiam-se os coscoréis.
Era assim o passado na Rebordosa e muitas das tradições aqui descritas estão a perder-se.

## Virgem Peregrina na Rebordosa, 50 anos depois
Nos dias 7 e 8 de Maio de 2010 a imagem Peregrina da Nossa Senhora de Fátima esteve na Rebordosa.
No dia 7 às 22h cerca de 200 habitantes da Rebordosa receberam a imagem proveniente do  Foz do Caneiro, junto à placa da povoação, com Cânticos ,  orações e flores , muitas flores.
Foi feito um arco em verduras, tapetes floridos , bem como enfeites em papel  e vinte  altares em todo o percurso da procissão.
Há 50 anos que a imagem peregrina não vinha à Rebordosa .
No dia 8, houve adoração na Capela onde a imagem ficou exposta e Missa solene acompanhada pelo Grupo Coral.
A procissão de despedida ocorreu nesse dia pelas 20h. Centenas de pessoas acompanharam a Imagem da Rebordosa até Chelinho. 
Um grupo musical de jovens da Rebordosa, acompanhou as procissões.
A vinda da Imagem deveu-se ao trabalho prévio realizado pelo pároco Cândido Plácido.
Foi um acontecimento histórico e inesquecível para os habitantes da Rebordosa.